# پایساندو
پایساندو (به اسپانیایی: Paysandú) شهری در کشور اروگوئه، استان پایساندو است که جمعیت آن در سرشماری سال ۲۰۰۴ میلادی ۷۳٬۲۷۲ نفر بوده‌است.